# Regina Bari-Nagy
Regina Bari-Nagy (Boedapest, 15 september 1990) is een Hongaarse handballer die voor Tus Metzingen speelt als een vleugelspeler aan de rechterkant.

## Erelijst
Nemzeti Bajnokság I:
- Zilver: 2009
- Brons: 2011

Magyar Kupa:
- Zilver: 2010

EHF Cup Winners' Cup:
- Winnaar: 2011

1: Manuela Röpnack ·
2: Cassandra Engel ·
4: Anna Mayer ·
5: Lisa Mößinger ·
6:  Barbara Balogh ·
7: Carolin Tuc ·
8: Alexandra Kubasta ·
9: Patricia Stefani ·
10:  Annamária Ilyés ·
11: Felia Lehner ·
15:  Júlia Smidéliusz · 16: Sabine Stockhorst · 34:  Regina Bari-Nagy · 66: Katharina Beddies · 71:  Edina Rott · Coach:  Edina Rott

Resultaten: Kampioen 2. Bundesliga – 1/4 finale DHB-Pokal